# Toshihiko Koga
Toshihiko Koga (jap. 古賀稔彦 Koga Toshihiko; ur. 21 listopada 1967 w Kitashigeyasu w prefekturze Saga, zm. 24 marca 2021) – japoński judoka, zdobywca złotego medalu na letnich igrzyskach olimpijskich w Barcelonie w kategorii do 71 kilogramów i zdobywca srebrnego medalu na letnich igrzyskach olimpijskich w Atlancie.